# Fußartillerie-Munitionswagen 02
Der Fußartillerie-Munitionswagen 02 (später umbenannt in schwerer Munitionswagen 02 (Af. 5)) war ein zweiachsiges, vier- oder sechsspännig gezogenes Pferdefuhrwerk für den Transport von Munition und wurde bis zum Ende des Zweiten Weltkriegs eingesetzt.

## Entwicklung
Durch die immer größer und schwere werdenden Geschütze und deren Munition mussten auch die Munitionswagen größer und stärker werden. Die älteren Fußartillerie-Munitionswagen vom Typ C/94 (später 94) und 01 konnten eine geforderte Menge nicht mehr mitführen. Aus diesem Grund wurde der Fußartillerie-Munitionswagen 02 mit der Allgemeinen Kabinettsorder vom 18. Juli 1903 zusammen mit der 15-cm-schweren Feldhaubitze 02 bei der Fußartillerie des Heeres eingeführt. Zeitgleich ersetzte der Wagen auch die älteren Modelle.

## Produktion
Die Hauptbestandteile in der Produktion waren Stahl, Eisen, Bronze, Leder, Holz und imprägniertes Segeltuch.
| Firma                         | Ort             |
| ----------------------------- | --------------- |
| Fahrzeugfabrik F. G. Dittmann | Berlin-Wittenau |

## Technische Daten
Der Fußartillerie-Munitionswagen 02 bestand aus einem Vorder- und Hinterwagengestell sowie einem Wagenkasten. Das Vorderwagengestell bestand aus einer lenkbaren Achse mit Holzspeichenrädern, einem Spannschemel, einer Protznagelzwinge und Protznagel, Brackestange, Hinterbracke und Stahlortscheit. Die Deichsel bestand aus Holz.
Das Hinterwagengestell bestand aus einer starren, nicht lenkbaren Achse mit Holzspeichenrädern. Weiterhin gab es eine Bremsspindel mit Handkurbel, Bremsbalken, Bremsklauen und Bremsklötzen.
Der Wagenkasten wurde von beiden Fahrgestellen getragen und mit Protznageln verbunden. Dieser bestand aus Unter- und Oberbäumen, Querriegeln und Ecksäulen. Weiterhin gab es einen Sitzkaten für den Fahrer und Begleitpersonal. Für eine angenehmere Fahrt, gab es Lehnbügel und ein Fußbrett. An den seitlichen Tragstangen konnten bis zu 14 Tornister aufgehängt werden. An der Kopfwand gab es einen Haken, an dem Handhabungstaue mit Ketten befestigt wurden. Außerdem gab es außen am Wagenkasten Halterungen für ein Klauenbeil, zwei Kreuzhacken, eine lange Axt und zwei Spaten. Im Sitzkasten selber wurden Behälter mit Karbid, Bindestränge, Bremsklötze, Wasser, Werkzeug und Zubehör mitgeführt.
Ein Beladeplan von 1935 sah unter dem Wagenkasten zwei aufklappbare Kästen vor, die nachträglich angebaut wurden. Dort konnten ein Maschinengewehr 13 mit Zwei- und Dreibein, zwei Magazinkästen und einer Magazintasche mit 24 Stangenmagazinen mitgeführt werden, insgesamt bis zu 600 Schuss. Zur Verteidigung für die Besatzung gab es drei Karabiner 98k. Als Ersatzteile wurden eine weitere Vorderbracke und ein Ortscheit mitgeführt. Für die Zugtiere gab es einen großen Protzfuttersack und drei Reiterfuttersäcke mit je 6,5 kg Hafer, sowie drei Tränkeimer.

## Einsatz
Zu einer Batterie mit vier 15-cm-schweren Feldhaubitze 02 gehörten acht Munitionswagen. Die Beladung der Wagen richtete sich nach der jeweiligen Geschützausstattung der Batterien und wurde mehrfach geändert. So konnten im Wagen 40 Geschosse in Geschosskörben und 40 Kartuschenhülsen in Kartuschenkörben der 10-cm-Kanone 17 oder 10-cm-Kanone 18 transportiert werden. Munition für die größeren Geschütze wie die 15-cm-schwere Feldhaubitze 13 (36 Geschosse und Kartuschen), 15-cm-schwere Feldhaubitze 18 (30 Geschosse und Kartuschen) oder dem 21-cm-Mörser (16 Geschosse und Kartuschen) fiel platzbedingt geringer aus. Bis zum Ende des Ersten Weltkrieges wurde der Wagen in Verbindung mit den Kanonen- und Mörserbatterien genutzt.
Ab 1920 stand der Reichswehr schwere Feldartillerie nicht mehr zu. Lediglich die Festung Königsberg im damaligen Ostpreußen wurden schwere Geschütze zugebilligt. Insgesamt gab es dort 22 schwere Geschütze, wie die lange 15-cm-schwere Feldhaubitze 13, der langen 21-cm-Mörser, die 10-cm-Kanonen 17 und die 15-cm-Kanonen 16. Für diese Geschütze blieb allerdings die Anzahl an Munitionswagen sehr gering und die restlichen Fahrzeuge sollten ausgesondert und vernichtet werden. Bis 1935 blieb aber eine größere Zahl an Munitionswagen im Schwarzbestand.
Ab 1934 wurde der Wagen neu gelistet und erhielt die Bezeichnung als schwerer Munitionswagen 02 (Af. 5). Ein Jahr später erschien eine Vorschrift mit einem Beladeplan. Seit dem Zeitpunkt an gehörte der Munitionswagen wieder zum Bestand der Munitionsstaffeln der Artillerieregimenter und der nicht motorisierten Infanteriedivisionen. Der 1. und 2. Munitionsstaffel einer Gefechtsbatterie mit schweren Feldhaubitzen zu vier Geschützen standen gemäß dem Kriegsstärkenachweis (KStN) Nr. 459 vom 1. Oktober 1938 und 1. November 1941 je vier Munitionswagen zu. Doch bereits 1938 bestand ein großer Mangel an diesen Wagen. Während des Zweiten Weltkrieges zeigte sich, dass die Wagen für die Bedingungen an der Ostfront völlig ungeeignet waren. Die Wege waren zu schlecht und die Wetterbedingungen verschlechterten das Vorankommen zusätzlich. Aufgrund der langen Nutzungsdauer traten deutliche Verschleißerscheinungen auf und Ersatzteile waren kaum noch Beschaffbar.

## Lackierung
Der schwere Munitionswagen 02 (Af. 5) wurden zu Beginn in feldgrau (RAL 6006) lackiert. Später gab es auch Lackierungen in der Dreifarbtarnung mit dunkelgelb (RAL 7028), gelbbraun (RAL 8000) und olivgrün (RAL 6003).